# 毛坝关站
毛坝关站是襄渝铁路下行线上的铁路车站，位于陕西省安康市紫阳县毛坝镇，邮编725305，距襄阳站465公里，重庆站434公里。车站隶属于西安铁路局安康车务段的四等车站，目前客运每日仅有一列下行旅客慢车（6065安康-达州）停靠。此外站内驻有安康工务段巴山桥隧车间毛坝关桥隧工区、安康供电段毛坝关供电工区等单位。
车站设有3条股道，部分站场建于高架桥上，有“空中车站”之称。安康侧的部分站场（约515米）位于全长2368米的大茅山隧道内。大茅山隧道隧道口刻有对联和《毛主席语录》：“四海翻腾云水怒、五洲震荡风雷激”；“思想上政治上的路线正确与否是决定一切的、鼓足干劲力争上游多快好省地建设社会主义”；“双手磨起千层茧、汗水冲开万重山”。下行侧为毛坝关隧道。